# Christian Folin
Carl Christian Folin, född 9 februari 1991 i Västra Frölunda församling i Göteborg, är en svensk professionell ishockeyspelare som spelar för Frölunda i SHL.
Han har tidigare spelat på NHL-nivå för Philadelphia Flyers, Los Angeles Kings och Minnesota Wildoch  på lägre nivåer för Växjö Lakers i SHL och Iowa Wild i AHL, UMass Lowell River Hawks (University of Massachusetts Lowell) i NCAA, Austin Bruins i NAHL, Fargo Force i USHL och Hanhals IF i Division 2 i Sverige.
Den 30 december presenterades Folin klar för Växjö Lakers. 
Inför säsongen 2021/2022 valde Folin att flytta hem och skriva på ett fyra års kontrakt för Frölunda.

## Spelarkarriär

### UMass Lowell River Hawks
Folin gjorde sex mål och 14 assist på 41 matcher under 2013–14 med UMass Lowell River Hawks i NCAA.

### Växjö Lakers
Folin var med och vann både SHL:s grundserie och SM-guld med Växjö Lakers, säsongen 2020/2021.

### NHL

#### Minnesota Wild
Folin blev aldrig draftad av någon NHL-organisation, men skrev på ett tvåårigt ingångskontrakt med Minnesota Wild i NHL, 1 april 2014. Han debuterade i NHL den 10 april samma år, och registrerade en assist i en 4–2-vinst över St. Louis Blues.

#### Los Angeles Kings
1 juli 2017 skrev han som unrestricted free agent på ett ettårskontrakt värt 850 000 dollar med Los Angeles Kings.

#### Philadelphia Flyers
Han blev free agent igen den 1 juli 2018, och den 5 juli skrev han på ett ettårskontrakt värt 800 000 dollar med Philadelphia Flyers.

#### Montreal Canadiens
Den 9 februari 2019 tradades han tillsammans med Dale Weise till Montreal Canadiens, i utbyte mot David Schlemnko och Byron Froese.

## Statistik
| 2009–2010   | Hanhals IF               | Division 2  | 1   | 1  | 1  | 2  | 0  | — | — | — | — | — |
| 2010–2011   | Fargo Force              | USHL        | 12  | 2  | 2  | 4  | 6  | — | — | — | — | — |
|             | Austin Bruins            | NAHL        | 33  | 2  | 9  | 11 | 27 | — | — | — | — | — |
| 2011–2012   | Austin Bruins            | NAHL        | 54  | 11 | 20 | 31 | 50 | — | — | — | — | — |
| 2012–2013   | UMass Lowell River Hawks | NCAA        | 38  | 6  | 15 | 21 | 24 | — | — | — | — | — |
| 2013–2014   | Minnesota Wild           | NHL         | 1   | 0  | 1  | 1  | 0  | — | — | — | — | — |
|             | UMass Lowell River Hawks | NCAA        | 41  | 6  | 14 | 20 | 31 | — | — | — | — | — |
| 2014–2015   | Minnesota Wild           | NHL         | 40  | 2  | 8  | 10 | 13 | — | — | — | — | — |
|             | Iowa Wild                | AHL         | 13  | 2  | 2  | 4  | 4  | — | — | — | — | — |
| 2015–2016   | Minnesota Wild           | NHL         | 26  | 0  | 4  | 4  | 11 | — | — | — | — | — |
|             | Iowa Wild                | AHL         | 28  | 4  | 9  | 13 | 8  | — | — | — | — | — |
| 2016–2017   | Minnesota Wild           | NHL         | 51  | 2  | 6  | 8  | 26 | 2 | 0 | 0 | 0 | 2 |
| 2017–2018   | Los Angeles Kings        | NHL         | 65  | 3  | 10 | 13 | 30 | 4 | 0 | 0 | 0 | 0 |
| 2018–2019   | Philadelphia Flyers      | NHL         | 26  | 0  | 2  | 2  | 16 | — | — | — | — | — |
|             | Montreal Canadiens       | NHL         |     |    |    |    |    |   |   |   |   |   |
| NHL totalt  | NHL totalt               | NHL totalt  | 209 | 7  | 31 | 38 | 96 | 6 | 0 | 0 | 0 | 2 |
| AHL totalt  | AHL totalt               | AHL totalt  | 41  | 6  | 11 | 17 | 12 | — | — | — | — | — |
| NCAA totalt | NCAA totalt              | NCAA totalt | 79  | 12 | 29 | 41 | 55 | — | — | — | — | — |
| NAHL totalt | NAHL totalt              | NAHL totalt | 87  | 13 | 29 | 42 | 77 | — | — | — | — | — |
| USHL totalt | USHL totalt              | USHL totalt | 12  | 2  | 2  | 4  | 6  | — | — | — | — | — |

## Familj
Christian Folin är bror till ishockeyspelaren Niklas Folin. Brödernas far, Martin Folin (tidigare Carlsson), spelade allsvensk fotboll för Västra Frölunda IF och Gais.